# Illinois Route 57
Illinois Route 57 je severojižní státí dálnice na západě státu Illinois v USA.
Vede od Interstate 172 ve Fall Creeku k U.S. Route 24 a Illinois Route 104 v Quincy. Celková délka dálnice je 20,26 km.